# Rudolf Hommes
Rudolf Hommes Rodríguez (Bogotá, 6 de diciembre de 1943) es un administrador de empresas y economista colombiano. 
Fue ministro de Hacienda del gobierno de César Gaviria entre 1990 y 1994, y luego rector de la Universidad de los Andes entre 1995 y 1997. Es además columnista de varios periódicos y revistas del país.

## Biografía
Nació en diciembre de 1943, hijo del alemán Rudolf Hommes y de la colombiana Josefina Rodríguez. Estudió Administración Industrial de la Universidad Estatal de California (Sacramento), de la cual obtuvo una Maestría, y un doctorado en Administración de Empresas de la Universidad de Massachusetts en Amherst en 1973. Además es editor de la revista Estrategia Económica y Financiera en Bogotá desde 1977 hasta 1987. Trabajó como asesor técnico del Banco de la República de Colombia para la toma de decisiones financieras y monetarias.
Como ministro de hacienda de la presidencia de César Gaviria entre 1990 y 1994, Rudolf Hommes fue el encargado de dirigir las políticas económicas que buscaban la apertura del mercado colombiano. Entre los efectos que tuvieron estas políticas está el aumento de la importación agrícola de 700.000 toneladas a más de 7 millones de toneladas.
Durante su ministerio se ligó, violando la Constitución Política de Colombiana, la tasa de interés comercial al UPAC, lo que llevó a que más de un millón de familias se vieran afectadas y cerca de 300 mil perdieran sus viviendas, según Anupac, esta medida fue declarada inconstitucional solo hasta 1999 por la Corte Constitucional, lo que dio origen al UVR muy similar al UPAC original que actualizaba su valor por el IPC.[cita requerida]
Reestructuró la banca Colombiana y lideró la privatización del Banco de Colombia. Diseñó e implementó la licitación que trajo por primera vez la telefonía celular a Colombia.
Entre 1994 y 2000 formó parte de la junta asesora para el vicepresidente para América Latina del Banco Mundial.
Ejerció la rectoría de la Universidad de los Andes desde 1995 a 1997. Llevó a cabo una reestructuración financiera de la universidad que le permitiría tener fondos para avanzar en la investigación. Abolió la matrícula con  base en el ingreso de los padres que se manejaba desde años atrás e instauró un modelo de costo de matrícula único para todos los estudiantes. Renunció en 1997 para lanzarse a la Alcaldía de Bogotá por el partido Unidad Democrática. Quedó de sexto en las votaciones (24.719 votos) donde Enrique Peñalosa fue elegido alcalde (Electo con 602.332 votos).
De 1996 al 2003 fue socio y director de Violy, Byorum & Partners donde originó y ejecutó transacciones por más de $4.000 millones de dólares en las industrias de telecomunicaciones, manufacturas, alimentos y sector bancario. En 2003 renunció a su puesto en la junta directiva de la ETB para trabajar de lleno en la firma Capital Advisory Partners, de la cual es socio fundador. Ha pertenecido a las juntas directivas de importantes empresas en Colombia tales como: Banco de Colombia, Grupo Empresarial Bavaria, Banco Cafetero, Concasa y AeroRepública. Fue asesor de política económica para la campaña a la presidencia de Álvaro Uribe y manejó la transición y el empalme de la nueva presidencia hasta 2004. 
Actualmente se desempeña como columnista del periódico El Tiempo y un sindicato de periódicos Colombianos, como consultor y como conferencista.